# Don't Get Me Wrong
Don't Get Me Wrong è un singolo della cantante italiana Noemi, scritto e composto con la collaborazione di Dimitri Tikovoi, batterista dei Placebo, e pubblicato il 2 maggio 2014 come secondo singolo del terzo album in studio della cantante, Made in London.

## Video musicale
Il 13 maggio 2014 viene pubblicato il video ufficiale del brano. Il videoclip ha riprese video della Oblivion Production di Stefania Tschantret per la Sony Music e regia di Mauro Russo; la sceneggiatura è di Noemi. Il video è girato a Milano, tra il Naviglio Grande, il Duomo e le Colonne di San Lorenzo.

## Esibizioni dal vivo e successo commerciale
Il brano è stato proposto dal vivo durante il Made in London Tour e in altre occasioni quali il programma The Voice of Italy, il Radio Bruno Estate 2014, gli MTV Italia Awards 2014 e il Summer Festival. In queste ultime due occasioni il brano ha partecipato come candidato a Hit dell'estate 2014. Il singolo ha debuttato in top-20 nella classifica italiana di airplay, dove rimane per oltre due mesi.

## Classifiche
| Classifica (2014)             | Posizione massima |
| ----------------------------- | ----------------- |
| Italia airplay nazionale      | 10                |
| Italia airplay internazionale | 32                |